# Élections municipales de 2020 en Vaucluse
Les élections municipales de 2020 en Vaucluse étaient prévues les 15 et 22 mars 2020. Comme dans le reste de la France, le report du second tour est annoncé en pleine crise sanitaire liée à la propagation du coronavirus (COVID-19), de même que l'élection des maires et adjoints des communes dont le conseil municipal est au complet après le premier tour. 
Un décret publié au JORF du 15 mai 2020 a fixé la tenue des conseils municipaux d'installation, dans les communes pourvues au premier tour, entre les 23 et 28 mai 2020 tandis que le second tour est reporté au 28 juin 2020.
Les informations suivantes concernent les seules communes de plus de 2 000 habitants situées dans le département de Vaucluse.

## Maires sortants et maires élus
Le scrutin est marqué par une grande stabilité politique, à l'exception de Bollène (reconquise par un candidat divers gauche) et Morières-lès-Avignon (gagnée par le Rassemblement national pour la première fois). La droite reste largement dominante dans le département, à l'issue de ce renouvellement.
| Commune                    | Population (dernière pop. légale) | Population (dernière pop. légale) | Maire sortant          | Parti | Parti | Maire élu                | Parti | Parti |
| -------------------------- | --------------------------------- | --------------------------------- | ---------------------- | ----- | ----- | ------------------------ | ----- | ----- |
| Apt                        | 10297                             | (2022)                            | Dominique Santoni      |       | LR    | Dominique Santoni        |       | LR    |
| Aubignan                   | 5962                              | (2022)                            | Guy Rey                |       | DVG   | Siegfried Bielle         |       | DVG   |
| Avignon                    | 91760                             | (2022)                            | Cécile Helle           |       | PS    | Cécile Helle             |       | PS    |
| Bédarrides                 | 5521                              | (2022)                            | Christian Tort         |       | DVD   | Jean Bérard              |       | DVD   |
| Bollène                    | 13871                             | (2022)                            | Marie-Claude Bompard   |       | LS    | Anthony Zilio            |       | DVG   |
| Carpentras                 | 30854                             | (2022)                            | Serge Andrieu          |       | DVG   | Serge Andrieu            |       | DVG   |
| Cavaillon                  | 25890                             | (2022)                            | Gérard Daudet          |       | LR    | Gérard Daudet            |       | LR    |
| Courthézon                 | 6245                              | (2022)                            | Alain Rochebonne       |       | DVD   | Nicolas Paget            |       | DVD   |
| Entraigues-sur-la-Sorgue   | 8888                              | (2022)                            | Guy Moureau            |       | PCF   | Guy Moureau              |       | PCF   |
| Jonquières                 | 5213                              | (2022)                            | Louis Biscarrat        |       | DVD   | Louis Biscarrat          |       | DVD   |
| L'Isle-sur-la-Sorgue       | 20315                             | (2022)                            | Pierre Gonzalvez       |       | LR    | Pierre Gonzalvez         |       | LR    |
| Le Pontet                  | 17985                             | (2022)                            | Joris Hébrard          |       | RN    | Joris Hébrard            |       | RN    |
| Le Thor                    | 8887                              | (2022)                            | Yves Bayon de Noyer    |       | DVD   | Yves Bayon de Noyer      |       | DVD   |
| Mazan                      | 6272                              | (2022)                            | Aimé Navello           |       | DVD   | Louis Bonnet             |       | DVD   |
| Monteux                    | 13159                             | (2022)                            | Christian Gros         |       | PS    | Christian Gros           |       | PS    |
| Morières-lès-Avignon       | 8996                              | (2022)                            | Joël Granier           |       | PS    | Grégoire Souque          |       | RN    |
| Orange                     | 29357                             | (2022)                            | Jacques Bompard        |       | LS    | Jacques Bompard          |       | LS    |
| Pernes-les-Fontaines       | 10433                             | (2022)                            | Pierre Gabert          |       | DVD   | Didier Carle             |       | DVD   |
| Pertuis                    | 19764                             | (2022)                            | Roger Pellenc          |       | LR    | Roger Pellenc            |       | LR    |
| Piolenc                    | 5679                              | (2022)                            | Louis Driey            |       | LS    | Louis Driey              |       | LS    |
| Sarrians                   | 5834                              | (2022)                            | Anne-Marie Bardet      |       | LR    | Anne-Marie Bardet        |       | LR    |
| Sorgues                    | 19030                             | (2022)                            | Thierry Lagneau        |       | LR    | Thierry Lagneau          |       | LR    |
| Vaison-la-Romaine          | 5920                              | (2022)                            | Jean-François Perilhou |       | DVD   | Jean-François Perilhou   |       | DVD   |
| Valréas                    | 9285                              | (2022)                            | Patrick Adrien         |       | DVD   | Patrick Adrien           |       | DVD   |
| Vedène                     | 11799                             | (2022)                            | Joël Guin              |       | DVD   | Joël Guin                |       | DVD   |
| Althen-des-Paluds          | 2881                              | (2022)                            | Michel Terrisse        |       | DVD   | Michel Terrisse          |       | DVD   |
| Beaumes-de-Venise          | 2428                              | (2022)                            | Jérôme Bouletin        |       | DVD   | Jérôme Bouletin          |       | DVD   |
| Bédoin                     | 3077                              | (2022)                            | Luc Reynard            |       | PRG   | Alain Constant           |       | DIV   |
| Cadenet                    | 4327                              | (2022)                            | Fernand Perez          |       | DVG   | Jean-Marc Brabant        |       | DIV   |
| Caderousse                 | 2541                              | (2022)                            | Serge Fidèle           |       | DVD   | Christophe Reynier-Duval |       | DIV   |
| Camaret-sur-Aigues         | 4549                              | (2022)                            | Philippe de Beauregard |       | RN    | Philippe de Beauregard   |       | RN    |
| Caromb                     | 3469                              | (2022)                            | Léopold Meynaud        |       | DVD   | Valérie Michelier        |       | DIV   |
| Caumont-sur-Durance        | 5499                              | (2022)                            | Joël Fouiller          |       | DIV   | Claude Morel             |       | DIV   |
| Châteauneuf-de-Gadagne     | 3495                              | (2022)                            | Pierre Molland         |       | DIV   | Étienne Klein            |       | DIV   |
| Châteauneuf-du-Pape        | 2045                              | (2022)                            | Claude Avril           |       | DVD   | Claude Avril             |       | DVD   |
| Cheval-Blanc               | 4340                              | (2022)                            | Christian Mounier      |       | DVD   | Christian Mounier        |       | DVD   |
| Gargas                     | 3020                              | (2022)                            | Maxime Bey             |       | DVG   | Laurence Le Roy          |       | DIV   |
| Gordes                     | 1664                              | (2022)                            | Françoise Rambaud      |       | DVD   | Richard Kitaeff          |       | DIV   |
| La Tour-d'Aigues           | 4375                              | (2022)                            | Jean-François Lovisolo |       | PS    | Jean-François Lovisolo   |       | PS    |
| Lapalud                    | 3831                              | (2022)                            | Guy Soulavie           |       | PS    | Hervé Flaugere           |       | DVG   |
| Lauris                     | 3929                              | (2022)                            | André Rousset          |       | DVG   | André Rousset            |       | DVG   |
| Loriol-du-Comtat           | 2481                              | (2022)                            | Gérard Borgo           |       | DVD   | Gérard Borgo             |       | DVD   |
| Malaucène                  | 2759                              | (2022)                            | Dominique Bodon        |       | LR    | Frédéric Tenon           |       | DIV   |
| Mondragon                  | 3756                              | (2022)                            | Christian Peyron       |       | DVG   | Christian Peyron         |       | DVG   |
| Mornas                     | 2530                              | (2022)                            | Denis Dussargues       |       | PCF   | Katy Ricard              |       | DIV   |
| Robion                     | 4803                              | (2022)                            | Patrick Sintès         |       | DVD   | Patrick Sintès           |       | DVD   |
| Saint-Didier               | 2192                              | (2022)                            | Gilles Vève            |       | LR    | Gilles Vève              |       | LR    |
| Saint-Saturnin-lès-Apt     | 2986                              | (2022)                            | Christian Bellot       |       | DVG   | Christian Bellot         |       | DVG   |
| Saint-Saturnin-lès-Avignon | 5211                              | (2022)                            | Jean Favier            |       | DIV   | Serge Malen              |       | DIV   |
| Sainte-Cécile-les-Vignes   | 2639                              | (2022)                            | Max Ivan               |       | DVG   | Vincent Faure            |       | DIV   |
| Sérignan-du-Comtat         | 2896                              | (2022)                            | Julien Merle           |       | DVD   | Julien Merle             |       | DVD   |
| Velleron                   | 3138                              | (2022)                            | Michel Ponce           |       | DVD   | Philippe Armengol        |       | DIV   |
| Villelaure                 | 3395                              | (2022)                            | Jean-Louis Robert      |       | DVD   | Jean-Louis Robert        |       | DVD   |

### Résultats en nombre de maires
| Partis               | Partis                    | Maires sortants | Maires élus | Évolution     |
| -------------------- | ------------------------- | --------------- | ----------- | ------------- |
|                      | Divers droite             | 21              | 17          | 4             |
|                      | Les Républicains          | 8               | 7           | 1             |
| Total droite         | Total droite              | 29              | 24          | 5             |
|                      | Divers gauche             | 8               | 7           | 1             |
|                      | Parti socialiste          | 5               | 3           | 2             |
|                      | Parti communiste français | 2               | 1           | 1             |
|                      | Parti radical de gauche   | 1               | 0           | 1             |
| Total gauche         | Total gauche              | 16              | 11          | 5             |
|                      | Rassemblement national    | 2               | 3           | 1             |
|                      | Ligue du Sud              | 3               | 2           | 1             |
| Total extrême droite | Total extrême droite      | 5               | 5           | en stagnation |
|                      | Divers                    | 3               | 13          | 10            |
| Total                | Total                     | 53              | 53          | -             |

## Résultats dans les communes de plus de2 000 habitants

### Althen-des-Paluds
- Maire sortant : Michel Terrisse

| Tête de liste            | Tête de liste            | Liste                    | Premier tour | Premier tour | Sièges | Sièges |
| Tête de liste            | Tête de liste            | Liste                    | Voix         | %            | CM     | CC     |
| ------------------------ | ------------------------ | ------------------------ | ------------ | ------------ | ------ | ------ |
|                          | Michel Terrisse          | DVD                      | 688          | 57,48        | 19     | 3      |
|                          | Jean-Michel Vidal        | DIV                      | 275          | 22,97        | 2      | 0      |
|                          | Yvan Capo                | DIV                      | 234          | 19,55        | 2      | 0      |
|                          |                          |                          |              |              |        |        |
| Votes valides            | Votes valides            | Votes valides            | 1 197        | 96,77        |        |        |
| Votes blancs             | Votes blancs             | Votes blancs             | 20           | 1,62         |        |        |
| Votes nuls               | Votes nuls               | Votes nuls               | 20           | 1,62         |        |        |
| Total                    | Total                    | Total                    | 1 237        | 100          | 23     | 3      |
| Abstention               | Abstention               | Abstention               | 898          | 42,06        |        |        |
| Inscrits / participation | Inscrits / participation | Inscrits / participation | 2 135        | 57,94        |        |        |

### Apt
- Maire sortant : Dominique Santoni

| Tête de liste | Tête de liste          | Liste       | Premier tour | Premier tour | Second tour | Second tour | Sièges | Sièges |
| Tête de liste | Tête de liste          | Liste       | Voix         | %            | Voix        | %           | CM     | CC     |
| ------------- | ---------------------- | ----------- | ------------ | ------------ | ----------- | ----------- | ------ | ------ |
|               | Dominique Santoni      | DVD         | 1 353        | 47,42        | 1 479       | 54,31       | 26     | 14     |
|               | Dominique Thevenieau   | LREM        | 824          | 28,88        | 815         | 29,93       | 5      | 3      |
|               | Marie-Christine Kadler | EÉLV        | 353          | 12,37        | 253         | 9.29        | 1      | 0      |
|               | Jean-Marc Dessaud      | DVG         | 323          | 11,32        | 176         | 6,46        | 1      | 0      |
|               |                        |             |              |              |             |             |        |        |
| Inscrits      | Inscrits               | Inscrits    | 7 457        | 100,00       | 7 465       | 100,00      |        |        |
| Abstentions   | Abstentions            | Abstentions | 4 523        | 60,65        | 4 649       | 62,28       |        |        |
| Votants       | Votants                | Votants     | 2 934        | 39,35        | 2 816       | 37,72       |        |        |
| Blancs        | Blancs                 | Blancs      | 34           | 1,16         | 52          | 1,85        |        |        |
| Nuls          | Nuls                   | Nuls        | 47           | 1,60         | 41          | 1,46        |        |        |
| Exprimés      | Exprimés               | Exprimés    | 2 853        | 97,24        | 2 723       | 96,70       |        |        |

### Aubignan
- Maire sortant : Guy Rey (DVG)

| Tête de liste | Tête de liste             | Liste       | Premier tour | Premier tour | Second tour | Second tour | Sièges | Sièges |
| Tête de liste | Tête de liste             | Liste       | Voix         | %            | Voix        | %           | CM     | CC     |
| ------------- | ------------------------- | ----------- | ------------ | ------------ | ----------- | ----------- | ------ | ------ |
|               | Siegfried Bielle          | DVG         | 807          | 41,45        | 1 281       | 61,82       | 24     | 3      |
|               | Marie Thomas de Maleville | RN          | 576          | 29,58        | 791         | 38,17       | 5      | 1      |
|               | Stéphane Gaubiac          | DVD         | 445          | 22,85        |             |             |        |        |
|               | Bernard Rey               | DVD         | 119          | 6,11         |             |             |        |        |
|               |                           |             |              |              |             |             |        |        |
| Inscrits      | Inscrits                  | Inscrits    | 4 182        | 100,00       | 4 185       | 100,00      |        |        |
| Abstentions   | Abstentions               | Abstentions | 2 195        | 52,49        | 2 061       | 49,25       |        |        |
| Votants       | Votants                   | Votants     | 1 987        | 47,51        | 2 124       | 50,75       |        |        |
| Blancs        | Blancs                    | Blancs      | 22           | 1,11         | 28          | 1,32        |        |        |
| Nuls          | Nuls                      | Nuls        | 18           | 0,91         | 24          | 1,13        |        |        |
| Exprimés      | Exprimés                  | Exprimés    | 1 947        | 97,99        | 2 072       | 97,55       |        |        |

### Avignon
- Maire sortant : Cécile Helle

|               |                       |             |              |              |             |             |        |        |
| Tête de liste | Tête de liste         | Liste       | Premier tour | Premier tour | Second tour | Second tour | Sièges | Sièges |
| Tête de liste | Tête de liste         | Liste       | Voix         | %            | Voix        | %           | CM     | CC     |
|               | Cécile Helle          | PS          | 6 482        | 34,46        | 7 844       | 45,62       | 39     | 25     |
|               | Anne-Sophie Rigault   | RN          | 4 050        | 21,53        | 5 169       | 30,06       | 8      | 5      |
|               | Jean-Pierre Cervantès | EELV        | 2 927        | 15,56        | 2 629       | 15,29       | 4      | 3      |
|               | Michel Bissière       | LR          | 2 153        | 11,45        | 1 551       | 9,02        | 2      | 1      |
|               | Frédéric Tacchino     | LREM        | 1 247        | 6,63         |             |             |        |        |
|               | Farid Farissy         | LFI         | 1 009        | 5,36         |             |             |        |        |
|               | Denis Schmid          | PA          | 489          | 2,60         |             |             |        |        |
|               | Sylvie Viala-Tavakoli | LREM diss.  | 450          | 2,39         |             |             |        |        |
|               |                       |             |              |              |             |             |        |        |
| Inscrits      | Inscrits              | Inscrits    | 55 187       | 100,00       | 55 285      | 100,00      |        |        |
| Abstentions   | Abstentions           | Abstentions | 35 909       | 65,07        | 37 668      | 68,13       |        |        |
| Votants       | Votants               | Votants     | 19 278       | 34,93        | 17 617      | 31,87       |        |        |
| Blancs        | Blancs                | Blancs      | 216          | 1,12         | 248         | 1,41        |        |        |
| Nuls          | Nuls                  | Nuls        | 255          | 1,32         | 176         | 1,00        |        |        |
| Exprimés      | Exprimés              | Exprimés    | 18 807       | 97,56        | 17 193      | 97,59       |        |        |

### Beaumes-de-Venise
- Maire sortant : Jérôme Bouletin

|             | Jérôme Bouletin, | DVD         | 721   | 100,00 | 19 | 1 |  |  |
|             |                  |             |       |        |    |   |  |  |
| Inscrits    | Inscrits         | Inscrits    | 1 813 | 100,00 |    |   |  |  |
| Abstentions | Abstentions      | Abstentions | 1 015 | 55,98  |    |   |  |  |
| Votants     | Votants          | Votants     | 798   | 44,02  |    |   |  |  |
| Blancs      | Blancs           | Blancs      | 21    | 2,63   |    |   |  |  |
| Nuls        | Nuls             | Nuls        | 56    | 7,02   |    |   |  |  |
| Exprimés    | Exprimés         | Exprimés    | 721   | 90,35  |    |   |  |  |

### Bédarrides
- Maire sortant : Christian Tort (DVD) ne se représente pas, mais soutient la candidature de son adjoint à la sécurité et la citoyenneté, Jean Bérard[11]. L'ancien maire (DVG) Joël Sérafini annonce être candidat[12].

| Tête de liste | Tête de liste    | Liste       | Premier tour | Premier tour | Second tour | Second tour | Sièges | Sièges |
| Tête de liste | Tête de liste    | Liste       | Voix         | %            | Voix        | %           | CM     | CC     |
| ------------- | ---------------- | ----------- | ------------ | ------------ | ----------- | ----------- | ------ | ------ |
|               | Jean Bérard      | DVD         | 1 057        | 47,78        | 1 145       | 49,14       | 22     | 4      |
|               | Joël Sérafini    | DVG         | 867          | 39,19        | 968         | 41,54       | 6      | 1      |
|               | Mathieu Leporini | DVC         | 288          | 13,02        | 217         | 9,31        | 1      | 0      |
|               |                  |             |              |              |             |             |        |        |
| Inscrits      | Inscrits         | Inscrits    | 4 173        | 100,00       | 4 186       | 100,00      |        |        |
| Abstentions   | Abstentions      | Abstentions | 1 904        | 45,63        | 1 812       | 43,29       |        |        |
| Votants       | Votants          | Votants     | 2 268        | 54,37        | 2 374       | 56,71       |        |        |
| Blancs        | Blancs           | Blancs      | 26           | 1,15         | 13          | 0,55        |        |        |
| Nuls          | Nuls             | Nuls        | 31           | 1,37         | 31          | 1,31        |        |        |
| Exprimés      | Exprimés         | Exprimés    | 2 212        | 97,49        | 2 330       | 98,15       |        |        |

### Bédoin
- Maire sortant : Luc Reynard

| Tête de liste | Tête de liste  | Liste       | Premier tour | Premier tour | Second tour | Second tour | Sièges | Sièges |
| Tête de liste | Tête de liste  | Liste       | Voix         | %            | Voix        | %           | CM     | CC     |
| ------------- | -------------- | ----------- | ------------ | ------------ | ----------- | ----------- | ------ | ------ |
|               | Alain Constant | DIV         | 820          | 45,86        | 1 031       | 50,17       | 18     |        |
|               | Luc Reynard,   | PRG         | 661          | 36,97        | 814         | 39,61       | 4      |        |
|               | Patrick Campon | DIV         | 307          | 17,17        | 210         | 10,22       | 1      |        |
|               |                |             |              |              |             |             |        |        |
| Inscrits      | Inscrits       | Inscrits    | 2 766        | 100,00       | 2 767       | 100,00      |        |        |
| Abstentions   | Abstentions    | Abstentions | 934          | 33,77        | 661         | 23,89       |        |        |
| Votants       | Votants        | Votants     | 1 832        | 66,23        | 2 106       | 76,11       |        |        |
| Blancs        | Blancs         | Blancs      | 15           | 0,82         | 31          | 1,12        |        |        |
| Nuls          | Nuls           | Nuls        | 29           | 1,58         | 20          | 0,72        |        |        |
| Exprimés      | Exprimés       | Exprimés    | 1 788        | 97,60        | 2 055       | 74,27       |        |        |

### Bollène
- Maire sortant : Marie-Claude Bompard

| Tête de liste | Tête de liste        | Liste       | Premier tour | Premier tour | Deuxième tour | Deuxième tour | Sièges | Sièges |
| Tête de liste | Tête de liste        | Liste       | Voix         | %            | Voix          | %             | CM     | CC     |
| ------------- | -------------------- | ----------- | ------------ | ------------ | ------------- | ------------- | ------ | ------ |
|               | Anthony Zilio        | DVG         | 2 108        | 44,68        | 2 919         | 51,81         | 25     | 12     |
|               | Marie-Claude Bompard | LS          | 2 111        | 44,74        | 2 715         | 48,19         | 8      | 3      |
|               | Daniel Barrière      | PCF         | 499          | 10,57        |               |               |        |        |
|               |                      |             |              |              |               |               |        |        |
| Inscrits      | Inscrits             | Inscrits    | 10 191       | 100,00       | 10 198        | 100,00        |        |        |
| Abstentions   | Abstentions          | Abstentions | 5 356        | 52,56        | 4 408         | 43,23         |        |        |
| Votants       | Votants              | Votants     | 4 835        | 47,44        | 5 790         | 56,77         |        |        |
| Blancs        | Blancs               | Blancs      | 58           | 1,20         | 83            | 1,43          |        |        |
| Nuls          | Nuls                 | Nuls        | 59           | 1,22         | 73            | 1,26          |        |        |
| Exprimés      | Exprimés             | Exprimés    | 4 718        | 97,58        | 5 634         | 97,31         |        |        |

### Cadenet
- Maire sortant : Fernand Perez

| Tête de liste | Tête de liste      | Liste       | Premier tour | Premier tour | Second tour | Second tour | Sièges | Sièges |
| Tête de liste | Tête de liste      | Liste       | Voix         | %            | Voix        | %           | CM     | CC     |
| ------------- | ------------------ | ----------- | ------------ | ------------ | ----------- | ----------- | ------ | ------ |
|               | Jean-Marc Brabant  | DIV         | 823          | 46,73        | 1 018       | 59,64       | 22     |        |
|               | Samantha Khalizoff | DVG         | 562          | 31,91        | 689         | 40,36       | 5      |        |
|               | Jean-Claude Fortin | DVD         | 376          | 21,35        |             |             |        |        |
|               |                    |             |              |              |             |             |        |        |
| Inscrits      | Inscrits           | Inscrits    | 3 418        | 100,00       |             | 100,00      |        |        |
| Abstentions   | Abstentions        | Abstentions | 1 620        | 47,40        |             |             |        |        |
| Votants       | Votants            | Votants     | 1 798        | 52,60        |             |             |        |        |
| Blancs        | Blancs             | Blancs      | 19           | 1,06         |             |             |        |        |
| Nuls          | Nuls               | Nuls        | 18           | 1,00         |             |             |        |        |
| Exprimés      | Exprimés           | Exprimés    | 1 761        | 97,94        | 1 707       |             |        |        |

### Caderousse
- Maire sortant : Serge Fidèle

|             | Christophe Reynier-Duval | DIV         | 719   | 57,07  | 18 | 2 |  |  |
|             | Serge Fidèle             | DIV         | 541   | 42,93  | 5  | 1 |  |  |
|             |                          |             |       |        |    |   |  |  |
| Inscrits    | Inscrits                 | Inscrits    | 2 207 | 100,00 |    |   |  |  |
| Abstentions | Abstentions              | Abstentions | 894   | 40,51  |    |   |  |  |
| Votants     | Votants                  | Votants     | 1 313 | 59,49  |    |   |  |  |
| Blancs      | Blancs                   | Blancs      | 29    | 2,21   |    |   |  |  |
| Nuls        | Nuls                     | Nuls        | 24    | 1,83   |    |   |  |  |
| Exprimés    | Exprimés                 | Exprimés    | 1 260 | 95,96  |    |   |  |  |

### Camaret-sur-Aigues
- Maire sortant : Philippe de Beauregard

| Tête de liste            | Tête de liste            | Liste                    | Premier tour | Premier tour | Sièges | Sièges |
| Tête de liste            | Tête de liste            | Liste                    | Voix         | %            | CM     | CC     |
| ------------------------ | ------------------------ | ------------------------ | ------------ | ------------ | ------ | ------ |
|                          | Philippe de Beauregard,  | RN                       | 1 224        | 70,22        | 23     | 6      |
|                          | Marlène Thibaud          | DVG                      | 519          | 29,78        | 4      | 1      |
|                          |                          |                          |              |              |        |        |
| Votes valides            | Votes valides            | Votes valides            | 1 743        | 95,35        |        |        |
| Votes blancs             | Votes blancs             | Votes blancs             | 37           | 2,02         |        |        |
| Votes nuls               | Votes nuls               | Votes nuls               | 48           | 2,63         |        |        |
| Total                    | Total                    | Total                    | 1 828        | 100          | 27     | 7      |
| Abstention               | Abstention               | Abstention               | 2 006        | 52,32        |        |        |
| Inscrits / participation | Inscrits / participation | Inscrits / participation | 3 834        | 47,68        |        |        |

### Caromb
- Maire sortant : Léopold Meynaud

| Tête de liste | Tête de liste     | Liste       | Premier tour | Premier tour | Second tour | Second tour | Sièges | Sièges |
| Tête de liste | Tête de liste     | Liste       | Voix         | %            | Voix        | %           | CM     | CC     |
| ------------- | ----------------- | ----------- | ------------ | ------------ | ----------- | ----------- | ------ | ------ |
|               | Valérie Michelier | DIV         | 697          | 46,13        | 814         | 53,38       | 18     |        |
|               | Christian Morard  | DIV         | 553          | 36,60        | 711         | 46,62       | 5      |        |
|               | Joaquim Brunet    | DIV         | 261          | 17,27        |             |             |        |        |
|               |                   |             |              |              |             |             |        |        |
| Inscrits      | Inscrits          | Inscrits    | 2 782        | 100,00       |             | 100,00      |        |        |
| Abstentions   | Abstentions       | Abstentions | 1 211        | 43,53        |             |             |        |        |
| Votants       | Votants           | Votants     | 1 571        | 56,47        |             |             |        |        |
| Blancs        | Blancs            | Blancs      | 31           | 1,97         |             |             |        |        |
| Nuls          | Nuls              | Nuls        | 29           | 1,85         |             |             |        |        |
| Exprimés      | Exprimés          | Exprimés    | 1 511        | 96,18        | 1 525       |             |        |        |

### Carpentras
- Maire sortant : Serge Andrieu
- 35 sièges à pourvoir au conseil municipal

| Tête de liste | Tête de liste           | Liste       | Premier tour | Premier tour | Second tour | Second tour | Sièges | Sièges |
| Tête de liste | Tête de liste           | Liste       | Voix         | %            | Voix        | %           | CM     | CC     |
| ------------- | ----------------------- | ----------- | ------------ | ------------ | ----------- | ----------- | ------ | ------ |
|               | Serge Andrieu           | DVG         | 2 563        | 35,85        | 3 326       | 45,82       | 26     | 17     |
|               | Bertrand de La Chesnais | RN          | 2 208        | 30,88        | 2 844       | 39,18       | 7      | 5      |
|               | Claude Melquior         | LR          | 1 243        | 17,39        | 1 089       | 15,00       | 2      | 1      |
|               | Denis Morandeau         | DVC         | 598          | 8,36         |             |             |        |        |
|               | Mina Idir               | PCF         | 537          | 7,51         |             |             |        |        |
|               |                         |             |              |              |             |             |        |        |
| Inscrits      | Inscrits                | Inscrits    | 18 852       | 100,00       | 18 904      | 100,00      |        |        |
| Abstentions   | Abstentions             | Abstentions | 11 494       | 60,97        | 11 482      | 60,00       |        |        |
| Votants       | Votants                 | Votants     | 7 358        | 39,03        | 7 422       | 39          |        |        |
| Blancs        | Blancs                  | Blancs      | 70           | 0,95         | 78          | 0           |        |        |
| Nuls          | Nuls                    | Nuls        | 139          | 1,89         | 85          | 0           |        |        |
| Exprimés      | Exprimés                | Exprimés    | 7 149        | 97,16        | 7 259       | 38          |        |        |

### Caumont-sur-Durance
- Maire sortant : Joël Fouiller

| Tête de liste | Tête de liste   | Liste       | Premier tour | Premier tour | Second tour | Second tour | Sièges | Sièges |
| Tête de liste | Tête de liste   | Liste       | Voix         | %            | Voix        | %           | CM     | CC     |
| ------------- | --------------- | ----------- | ------------ | ------------ | ----------- | ----------- | ------ | ------ |
|               | Claude Morel    | DIV         | 743          | 34,48        | 957         | 39,06       | 19     |        |
|               | Éric Palma      | DVD         | 709          | 32,90        | 789         | 32,2        | 4      |        |
|               | Pascal Grosjean | DVD         | 703          | 32,62        | 704         | 28,73       | 4      |        |
|               |                 |             |              |              |             |             |        |        |
| Inscrits      | Inscrits        | Inscrits    | 3 913        | 100,00       |             | 100,00      |        |        |
| Abstentions   | Abstentions     | Abstentions | 1 668        | 42,63        |             |             |        |        |
| Votants       | Votants         | Votants     | 2 245        | 57,37        |             |             |        |        |
| Blancs        | Blancs          | Blancs      | 47           | 2,09         |             |             |        |        |
| Nuls          | Nuls            | Nuls        | 43           | 1,92         |             |             |        |        |
| Exprimés      | Exprimés        | Exprimés    | 2 155        | 95,99        | 2 450       |             |        |        |

### Cavaillon
- Maire sortant : Gérard Daudet

| Tête de liste | Tête de liste       | Liste       | Premier tour | Premier tour | Second tour | Second tour | Sièges | Sièges |
| Tête de liste | Tête de liste       | Liste       | Voix         | %            | Voix        | %           | CM     | CC     |
| ------------- | ------------------- | ----------- | ------------ | ------------ | ----------- | ----------- | ------ | ------ |
|               | Gérard Daudet,      | LR          | 2 194        | 39,02        | 3 307       | 65,19       | 29     | 20     |
|               | Bénédicte Auzanot   | RN          | 1 286        | 22,87        | 1 766       | 34,81       | 6      | 4      |
|               | Jean-Pierre Peyrard | DVD         | 843          | 14,99        | 1 766       | 34,81       | 6      | 4      |
|               | Benoît Mathieu      | LREM        | 750          | 13,34        |             |             |        |        |
|               | Mongi Magri         | GJ          | 550          | 9,78         |             |             |        |        |
|               |                     |             |              |              |             |             |        |        |
| Inscrits      | Inscrits            | Inscrits    | 16 834       | 100,00       | 16 849      | 100,00      |        |        |
| Abstentions   | Abstentions         | Abstentions | 10 963       | 65,12        | 11 496      | 68,23       |        |        |
| Votants       | Votants             | Votants     | 5 871        | 34,88        | 5 353       | 31,77       |        |        |
| Blancs        | Blancs              | Blancs      | 80           | 1,36         | 142         | 2,65        |        |        |
| Nuls          | Nuls                | Nuls        | 168          | 2,86         | 138         | 2,58        |        |        |
| Exprimés      | Exprimés            | Exprimés    | 5 623        | 95,78        | 5 073       | 94,77       |        |        |

### Châteauneuf-de-Gadagne
- Maire sortant : Pierre Molland

|             | Étienne Klein | DIV         | 912   | 100,00 | 23 | 5 |  |  |
|             |               |             |       |        |    |   |  |  |
| Inscrits    | Inscrits      | Inscrits    | 2 578 | 100,00 |    |   |  |  |
| Abstentions | Abstentions   | Abstentions | 1 563 | 60,63  |    |   |  |  |
| Votants     | Votants       | Votants     | 1 015 | 39,37  |    |   |  |  |
| Blancs      | Blancs        | Blancs      | 43    | 4,24   |    |   |  |  |
| Nuls        | Nuls          | Nuls        | 60    | 5,91   |    |   |  |  |
| Exprimés    | Exprimés      | Exprimés    | 912   | 89,85  |    |   |  |  |

### Châteauneuf-du-Pape
- Maire sortant : Claude Avril

|             | Claude Avril     | DVD         | 808   | 83,55  | 18 | 2 |  |  |
|             | Pierre Revoltier | DIV         | 159   | 16,44  | 1  |   |  |  |
|             |                  |             |       |        |    |   |  |  |
| Inscrits    | Inscrits         | Inscrits    | 1 468 | 100,00 |    |   |  |  |
| Abstentions | Abstentions      | Abstentions | 473   | 32,22  |    |   |  |  |
| Votants     | Votants          | Votants     | 995   | 67,78  |    |   |  |  |
| Blancs      | Blancs           | Blancs      | 7     | 0,70   |    |   |  |  |
| Nuls        | Nuls             | Nuls        | 21    | 2,11   |    |   |  |  |
| Exprimés    | Exprimés         | Exprimés    | 967   | 97,19  |    |   |  |  |

### Cheval-Blanc
- Maire sortant : Christian Mounier

|             | Christian Mounier | DVD         | 1 363 | 84,29  | 25 | 4 |  |  |
|             | Bernard Nahon     | DIV         | 254   | 15,70  | 2  |   |  |  |
|             |                   |             |       |        |    |   |  |  |
| Inscrits    | Inscrits          | Inscrits    | 3 420 | 100,00 |    |   |  |  |
| Abstentions | Abstentions       | Abstentions | 1 730 | 50,58  |    |   |  |  |
| Votants     | Votants           | Votants     | 1 690 | 49,42  |    |   |  |  |
| Blancs      | Blancs            | Blancs      | 18    | 1,07   |    |   |  |  |
| Nuls        | Nuls              | Nuls        | 55    | 3,25   |    |   |  |  |
| Exprimés    | Exprimés          | Exprimés    | 1 617 | 95,68  |    |   |  |  |

### Courthézon
- Maire sortant : Alain Rochebonne ne se représente pas

|             | Nicolas Paget      | DVD         | 1 072 | 62,18  | 24 | 6 |  |  |
|             | Fanny Lauzen Jeudy | DVD         | 652   | 37,81  | 5  | 1 |  |  |
|             |                    |             |       |        |    |   |  |  |
| Inscrits    | Inscrits           | Inscrits    | 4 375 | 100,00 |    |   |  |  |
| Abstentions | Abstentions        | Abstentions | 2 541 | 58,08  |    |   |  |  |
| Votants     | Votants            | Votants     | 1 834 | 41,92  |    |   |  |  |
| Blancs      | Blancs             | Blancs      | 64    | 3,49   |    |   |  |  |
| Nuls        | Nuls               | Nuls        | 46    | 2,51   |    |   |  |  |
| Exprimés    | Exprimés           | Exprimés    | 1 724 | 94,00  |    |   |  |  |

### Entraigues-sur-la-Sorgue
- Maire sortant : Guy Moureau

| Tête de liste | Tête de liste                | Liste       | Premier tour | Premier tour | Second tour | Second tour | Sièges | Sièges |
| Tête de liste | Tête de liste                | Liste       | Voix         | %            | Voix        | %           | CM     | CC     |
| ------------- | ---------------------------- | ----------- | ------------ | ------------ | ----------- | ----------- | ------ | ------ |
|               | Guy Moureau,                 | DVG         | 1 437        | 48,49        | 1 805       | 57,08       | 23     |        |
|               | Denis Duchêne                | DIV         | 1 061        | 35,80        | 1 150       | 36,36       | 5      |        |
|               | Christine D'Ingrando         | DVD         | 334          | 11,27        | 207         | 6,54        | 1      |        |
|               | Laurence Cermolacce-Boissier | DIV         | 131          | 4,42         |             |             |        |        |
|               |                              |             |              |              |             |             |        |        |
| Inscrits      | Inscrits                     | Inscrits    | 6 647        | 100,00       |             | 100,00      |        |        |
| Abstentions   | Abstentions                  | Abstentions | 3 598        | 54,13        |             |             |        |        |
| Votants       | Votants                      | Votants     | 3 049        | 45,87        |             |             |        |        |
| Blancs        | Blancs                       | Blancs      | 38           | 1,25         |             |             |        |        |
| Nuls          | Nuls                         | Nuls        | 48           | 1,57         |             |             |        |        |
| Exprimés      | Exprimés                     | Exprimés    | 2 963        | 97,18        |             |             |        |        |

### Gargas
- Maire sortant : Maxime Bey

| Tête de liste | Tête de liste    | Liste       | Premier tour | Premier tour | Sièges | Sièges |
| Tête de liste | Tête de liste    | Liste       | Voix         | %            | CM     | CC     |
| ------------- | ---------------- | ----------- | ------------ | ------------ | ------ | ------ |
|               | Laurence Le Roy  | DIV         | 707          | 63,18        | 20     | 4      |
|               | Corinne Paiocchi | DIV         | 237          | 21,17        | 2      |        |
|               | Pascal Bouxom    | DIV         | 175          | 15,63        | 1      |        |
|               |                  |             |              |              |        |        |
| Inscrits      | Inscrits         | Inscrits    | 2 396        | 100,00       |        |        |
| Abstentions   | Abstentions      | Abstentions | 1 253        | 52,30        |        |        |
| Votants       | Votants          | Votants     | 1 143        | 47,70        |        |        |
| Blancs        | Blancs           | Blancs      | 4            | 0,35         |        |        |
| Nuls          | Nuls             | Nuls        | 20           | 1,75         |        |        |
| Exprimés      | Exprimés         | Exprimés    | 1 119        | 97,90        |        |        |

### Gordes
- Maire sortant : Françoise Rambaud

|             | Richard Kitaeff | DIV         | 916   | 75,63  | 17 | 2 |  |  |
|             | Maurice Chabert | DIV         | 295   | 24,36  | 2  |   |  |  |
|             |                 |             |       |        |    |   |  |  |
| Inscrits    | Inscrits        | Inscrits    | 1 783 | 100,00 |    |   |  |  |
| Abstentions | Abstentions     | Abstentions | 546   | 30,62  |    |   |  |  |
| Votants     | Votants         | Votants     | 1 237 | 69,38  |    |   |  |  |
| Blancs      | Blancs          | Blancs      | 13    | 1,05   |    |   |  |  |
| Nuls        | Nuls            | Nuls        | 13    | 1,05   |    |   |  |  |
| Exprimés    | Exprimés        | Exprimés    | 1 211 | 97,90  |    |   |  |  |

### Jonquières
- Maire sortant : Louis Biscarrat

| Tête de liste | Tête de liste         | Liste       | Premier tour | Premier tour | Second tour | Second tour | Sièges | Sièges |
| Tête de liste | Tête de liste         | Liste       | Voix         | %            | Voix        | %           | CM     | CC     |
| ------------- | --------------------- | ----------- | ------------ | ------------ | ----------- | ----------- | ------ | ------ |
|               | Louis Biscarrat       | DVD         | 573          | 31,51        | 683         | 36,56       | 20     |        |
|               | Claudine Maffre       | DVD         | 481          | 26,45        | 567         | 30,35       | 4      |        |
|               | Thierry Vermeille     | EXD         | 475          | 26,12        | 460         | 24,62       | 4      |        |
|               | Anne Sciacqua-Leridon | DVD         | 289          | 15,89        | 158         | 8,45        | 1      |        |
|               |                       |             |              |              |             |             |        |        |
| Inscrits      | Inscrits              | Inscrits    | 3 616        | 100,00       |             | 100,00      |        |        |
| Abstentions   | Abstentions           | Abstentions | 1 754        | 48,51        |             |             |        |        |
| Votants       | Votants               | Votants     | 1 862        | 51,49        |             |             |        |        |
| Blancs        | Blancs                | Blancs      | 24           | 1,29         |             |             |        |        |
| Nuls          | Nuls                  | Nuls        | 20           | 1,07         |             |             |        |        |
| Exprimés      | Exprimés              | Exprimés    | 1 818        | 97,64        |             |             |        |        |

### L'Isle-sur-la-Sorgue
- Maire sortant : Pierre Gonzalvez

| Tête de liste | Tête de liste       | Liste       | Premier tour | Premier tour | Sièges | Sièges |
| Tête de liste | Tête de liste       | Liste       | Voix         | %            | CM     | CC     |
| ------------- | ------------------- | ----------- | ------------ | ------------ | ------ | ------ |
|               | Pierre Gonzalvez,   | DVD         | 3 138        | 53,41        | 26     | 17     |
|               | Matthieu Moretti    | DVG         | 1 762        | 29,99        | 5      | 3      |
|               | Christian Montagard | EXD         | 975          | 16,59        | 2      | 1      |
|               |                     |             |              |              |        |        |
| Inscrits      | Inscrits            | Inscrits    | 15 607       | 100,00       |        |        |
| Abstentions   | Abstentions         | Abstentions | 9 510        | 60,93        |        |        |
| Votants       | Votants             | Votants     | 6 097        | 39,07        |        |        |
| Blancs        | Blancs              | Blancs      | 125          | 2,05         |        |        |
| Nuls          | Nuls                | Nuls        | 97           | 1,59         |        |        |
| Exprimés      | Exprimés            | Exprimés    | 5 875        | 96,36        |        |        |

### La Tour-d'Aigues
- Maire sortant : Jean-François Lovisolo

|             | Jean-François Lovisolo | PS          | 1 179 | 74,62  | 24 | 5 |  |  |
|             | Romain Brette          | DVD         | 401   | 25,37  | 3  | 1 |  |  |
|             |                        |             |       |        |    |   |  |  |
| Inscrits    | Inscrits               | Inscrits    | 3 425 | 100,00 |    |   |  |  |
| Abstentions | Abstentions            | Abstentions | 1 758 | 51,33  |    |   |  |  |
| Votants     | Votants                | Votants     | 1 667 | 48,67  |    |   |  |  |
| Blancs      | Blancs                 | Blancs      | 28    | 1,68   |    |   |  |  |
| Nuls        | Nuls                   | Nuls        | 59    | 3,54   |    |   |  |  |
| Exprimés    | Exprimés               | Exprimés    | 1 580 | 94,78  |    |   |  |  |

### Lapalud
- Maire sortant : Guy Soulavie

| Tête de liste | Tête de liste    | Liste       | Premier tour | Premier tour | Second tour | Second tour | Sièges | Sièges |
| Tête de liste | Tête de liste    | Liste       | Voix         | %            | Voix        | %           | CM     | CC     |
| ------------- | ---------------- | ----------- | ------------ | ------------ | ----------- | ----------- | ------ | ------ |
|               | Hervé Flaugere   | DVG         | 621          | 38,59        | 734         | 44,89       | 20     |        |
|               | Guy Soulavie     | PS          | 614          | 38,16        | 648         | 39,63       | 5      |        |
|               | Jean-Marc Deffes | EXD         | 374          | 23,24        | 253         | 15,47       | 2      |        |
|               |                  |             |              |              |             |             |        |        |
| Inscrits      | Inscrits         | Inscrits    | 2 796        | 100,00       |             | 100,00      |        |        |
| Abstentions   | Abstentions      | Abstentions | 1 150        | 41,13        |             |             |        |        |
| Votants       | Votants          | Votants     | 1 646        | 58,87        |             |             |        |        |
| Blancs        | Blancs           | Blancs      | 16           | 0,97         |             |             |        |        |
| Nuls          | Nuls             | Nuls        | 21           | 1,28         |             |             |        |        |
| Exprimés      | Exprimés         | Exprimés    | 1 609        | 97,75        |             |             |        |        |

### Lauris
- Maire sortant : André Rousset

| Tête de liste | Tête de liste     | Liste       | Premier tour | Premier tour | Sièges | Sièges |
| Tête de liste | Tête de liste     | Liste       | Voix         | %            | CM     | CC     |
| ------------- | ----------------- | ----------- | ------------ | ------------ | ------ | ------ |
|               | André Rousset     | DVG         | 962          | 63,75        | 23     | 4      |
|               | Dominique Colombo | DIV         | 300          | 19,88        | 2      |        |
|               | Jade Escoffier    | DVD         | 247          | 16,36        | 2      |        |
|               |                   |             |              |              |        |        |
| Inscrits      | Inscrits          | Inscrits    | 3 139        | 100,00       |        |        |
| Abstentions   | Abstentions       | Abstentions | 1 564        | 49,82        |        |        |
| Votants       | Votants           | Votants     | 1 575        | 50,18        |        |        |
| Blancs        | Blancs            | Blancs      | 29           | 1,84         |        |        |
| Nuls          | Nuls              | Nuls        | 37           | 2,35         |        |        |
| Exprimés      | Exprimés          | Exprimés    | 1 509        | 95,81        |        |        |

### Le Pontet
- Maire sortant : Joris Hébrard

|                          | Joris Hébrard,           | RN                       | 2 437  | 57,20 | 27 | 5 |  |  |
|                          | Jean-Firmin Bardisa      | DIV                      | 982    | 23,05 | 4  | 1 |  |  |
|                          | Caroline Grelet-Joly     | DVD                      | 620    | 14,55 | 2  | 0 |  |  |
|                          | Christian Roux           | DIV                      | 221    | 5,18  | 0  | 0 |  |  |
|                          |                          |                          |        |       |    |   |  |  |
| Votes valides            | Votes valides            | Votes valides            | 4 260  | 96,53 |    |   |  |  |
| Votes blancs             | Votes blancs             | Votes blancs             | 69     | 1,56  |    |   |  |  |
| Votes nuls               | Votes nuls               | Votes nuls               | 84     | 1,90  |    |   |  |  |
| Total                    | Total                    | Total                    | 4 413  | 100   | 33 | 6 |  |  |
| Abstention               | Abstention               | Abstention               | 6 711  | 60,33 |    |   |  |  |
| Inscrits / participation | Inscrits / participation | Inscrits / participation | 11 124 | 39,67 |    |   |  |  |

### Le Thor
- Maire sortant : Yves Bayon De Noyer

| Tête de liste | Tête de liste               | Liste       | Premier tour | Premier tour | Second tour | Second tour | Sièges | Sièges |
| Tête de liste | Tête de liste               | Liste       | Voix         | %            | Voix        | %           | CM     | CC     |
| ------------- | --------------------------- | ----------- | ------------ | ------------ | ----------- | ----------- | ------ | ------ |
|               | Yves Bayon De Noyer,        | DVD         | 1 150        | 39,49        | 1231        | 48,14       | 22     |        |
|               | Véronique Agogué-Fernaillon | ECO         | 670          | 23,00        | 673         | 26,31       | 4      |        |
|               | Stéphan Mathieu             | DIV         | 661          | 22,69        | 653         | 25,53       | 3      |        |
|               | Rose Raynie                 | DVD         | 258          | 8,85         |             |             |        |        |
|               | Alain Poujol                | DIV         | 173          | 5,94         |             |             |        |        |
|               |                             |             |              |              |             |             |        |        |
| Inscrits      | Inscrits                    | Inscrits    | 6 685        | 100,00       |             | 100,00      |        |        |
| Abstentions   | Abstentions                 | Abstentions | 3 672        | 54,93        |             |             |        |        |
| Votants       | Votants                     | Votants     | 3 013        | 45,07        |             |             |        |        |
| Blancs        | Blancs                      | Blancs      | 40           | 1,33         |             |             |        |        |
| Nuls          | Nuls                        | Nuls        | 61           | 2,02         |             |             |        |        |
| Exprimés      | Exprimés                    | Exprimés    | 2 912        | 96,65        |             |             |        |        |

### Loriol-du-Comtat
- Maire sortant : Gérard Borgo

|             | Gérard Borgo | DIV         | 624   | 68,87  | 20 | 2 |  |  |
|             | David Minon  | DIV         | 282   | 31,12  | 3  |   |  |  |
|             |              |             |       |        |    |   |  |  |
| Inscrits    | Inscrits     | Inscrits    | 1 956 | 100,00 |    |   |  |  |
| Abstentions | Abstentions  | Abstentions | 1 014 | 51,84  |    |   |  |  |
| Votants     | Votants      | Votants     | 942   | 48,16  |    |   |  |  |
| Blancs      | Blancs       | Blancs      | 11    | 1,17   |    |   |  |  |
| Nuls        | Nuls         | Nuls        | 25    | 2,65   |    |   |  |  |
| Exprimés    | Exprimés     | Exprimés    | 906   | 96,18  |    |   |  |  |

### Malaucène
- Maire sortant : Dominique Bodon

|                | Frédéric Tenon      | DIV            | 719   | 51,72  | 18 |  |  |  |
|                | Alexandrine Meynaud | DIV            | 671   | 48,27  | 5  |  |  |  |
|                |                     |                |       |        |    |  |  |  |
| Inscrits       | Inscrits            | Inscrits       | 2 342 | 100,00 |    |  |  |  |
| Abstentions    | Abstentions         | Abstentions    | 911   | 38,90  |    |  |  |  |
| Votants        | Votants             | Votants        | 1 431 | 61,10  |    |  |  |  |
| Blancs et nuls | Blancs et nuls      | Blancs et nuls | 15    | 1,05   |    |  |  |  |
| Exprimés       | Exprimés            | Exprimés       | 1 416 | 60,05  |    |  |  |  |

### Mazan
- Maire sortant : Aimé Navello

| Tête de liste  | Tête de liste         | Liste          | Premier tour | Premier tour | Second tour | Second tour | Sièges | Sièges |
| Tête de liste  | Tête de liste         | Liste          | Voix         | %            | Voix        | %           | CM     | CC     |
| -------------- | --------------------- | -------------- | ------------ | ------------ | ----------- | ----------- | ------ | ------ |
|                | Louis Bonnet ,        | DVD            | 626          | 28,05        | 903         | 37,98       | 20     |        |
|                | Alain Pichot          | DVD            | 593          | 26,58        | 793         | 33,36       | 5      |        |
|                | Jean-François Clapaud | DVG            | 417          | 18,69        | 681         | 28,64       | 4      |        |
|                | Stéphane Claudon      | DVC            | 304          | 13,62        |             |             |        |        |
|                | Bruno Gandon          | DVG            | 291          | 13,04        |             |             |        |        |
|                |                       |                |              |              |             |             |        |        |
| Inscrits       | Inscrits              | Inscrits       | 5 099        | 100,00       |             | 100,00      |        |        |
| Abstentions    | Abstentions           | Abstentions    | 2 814        | 55,19        |             |             |        |        |
| Votants        | Votants               | Votants        | 2 285        | 44,81        |             |             |        |        |
| Blancs et nuls | Blancs et nuls        | Blancs et nuls | 13           | 0,57         |             |             |        |        |
| Exprimés       | Exprimés              | Exprimés       | 2 272        | 44,24        |             |             |        |        |

### Mondragon
- Maire sortant : Christian Peyron

|                | Christian Peyron | DVG            | 870   | 100,00 | 27 |  |  |  |
|                |                  |                |       |        |    |  |  |  |
| Inscrits       | Inscrits         | Inscrits       | 3 004 | 100,00 |    |  |  |  |
| Abstentions    | Abstentions      | Abstentions    | 1 965 | 65,41  |    |  |  |  |
| Votants        | Votants          | Votants        | 1 039 | 34,59  |    |  |  |  |
| Blancs et nuls | Blancs et nuls   | Blancs et nuls | 40    | 3,85   |    |  |  |  |
| Exprimés       | Exprimés         | Exprimés       | 999   | 30,84  |    |  |  |  |

### Monteux
- Maire sortant : Christian Gros

|             | Christian Gros*    | DVC-SE      | 2 410 | 54,18  | 26 | 11 |  |  |
|             | Patrice de Camaret | DVD,        | 1 667 | 37,47  | 6  | 2  |  |  |
|             | Simon Berthe       | DIV         | 371   | 8,34   | 1  | 0  |  |  |
|             |                    |             |       |        |    |    |  |  |
| Inscrits    | Inscrits           | Inscrits    | 9 413 | 100,00 |    |    |  |  |
| Abstentions | Abstentions        | Abstentions | 4 855 | 51,58  |    |    |  |  |
| Votants     | Votants            | Votants     | 4 558 | 48,42  |    |    |  |  |
| Blancs      | Blancs             | Blancs      | 38    | 0,83   |    |    |  |  |
| Nuls        | Nuls               | Nuls        | 72    | 1,58   |    |    |  |  |
| Exprimés    | Exprimés           | Exprimés    | 4 448 | 97,59  |    |    |  |  |

### Morières-lès-Avignon
- Maire sortant : Joël Granier

| Tête de liste | Tête de liste   | Liste       | Premier tour | Premier tour | Deuxième tour | Deuxième tour | Sièges | Sièges |
| Tête de liste | Tête de liste   | Liste       | Voix         | %            | Voix          | %             | CM     | CC     |
| ------------- | --------------- | ----------- | ------------ | ------------ | ------------- | ------------- | ------ | ------ |
|               | Grégoire Souque | RN          | 1 359        | 45,94        | 1 790         | 55,41         | 23     | 2      |
|               | Annick Dubois   | DVG         | 728          | 29,44        | 1 440         | 44,58         | 6      | 1      |
|               | Joël Granier,   | PS          | 871          | 24,61        | Retrait       | Retrait       | 0      | 0      |
|               |                 |             |              |              |               |               |        |        |
| Inscrits      | Inscrits        | Inscrits    | 6 426        | 100,00       | 6 433         | 100,00        |        |        |
| Abstentions   | Abstentions     | Abstentions | 3 353        | 52,18        | 3 067         | 47,68         |        |        |
| Votants       | Votants         | Votants     | 3 073        | 47,82        | 3 366         | 52,32         |        |        |
| Blancs        | Blancs          | Blancs      | 49           | 1,59         | 78            | 2,32          |        |        |
| Nuls          | Nuls            | Nuls        | 66           | 2,15         | 58            | 1,72          |        |        |
| Exprimés      | Exprimés        | Exprimés    | 2 958        | 96,26        | 3 230         | 95,96         |        |        |

### Mornas
- Maire sortant : Denis Dussargues

| Tête de liste  | Tête de liste    | Liste          | Premier tour | Premier tour | Second tour | Second tour | Sièges | Sièges |
| Tête de liste  | Tête de liste    | Liste          | Voix         | %            | Voix        | %           | CM     | CC     |
| -------------- | ---------------- | -------------- | ------------ | ------------ | ----------- | ----------- | ------ | ------ |
|                | Denis Dussargues | PCF            | 488          | 44,77        | 544         | 42,50       | 4      |        |
|                | Katy Ricard      | DIV            | 480          | 44,03        | 655         | 51,17       | 15     |        |
|                | Joseph Joly      | PDF            | 122          | 11,19        | 81          | 6,32        | 0      |        |
|                |                  |                |              |              |             |             |        |        |
| Inscrits       | Inscrits         | Inscrits       | 2 033        | 100,00       | 2044        | 100,00      |        |        |
| Abstentions    | Abstentions      | Abstentions    | 926          | 45,55        | 750         | 36.69       |        |        |
| Votants        | Votants          | Votants        | 1 107        | 54,45        | 1294        | 63.31       |        |        |
| Blancs et nuls | Blancs et nuls   | Blancs et nuls | 8            | 0,72         | 14          | 0.69        |        |        |
| Exprimés       | Exprimés         | Exprimés       | 1 099        | 53,73        | 1280        | 62.62       |        |        |

### Orange
- Maire sortant : Jacques Bompard

| Tête de liste  | Tête de liste      | Liste          | Premier tour | Premier tour | Second tour | Second tour | Sièges | Sièges |
| Tête de liste  | Tête de liste      | Liste          | Voix         | %            | Voix        | %           | CM     | CC     |
| -------------- | ------------------ | -------------- | ------------ | ------------ | ----------- | ----------- | ------ | ------ |
|                | Jacques Bompard    | LS             | 3 721        | 47,55        | 4057        | 56,33       | 28     |        |
|                | Carole Normani     | LREM           | 1 125        | 14,37        | 1477        | 20,51       | 4      |        |
|                | Fabienne Haloui    | PCF            | 1 080        | 13,80        | 1101        | 15,28       | 2      |        |
|                | Xavier Magnin      | RN             | 1 050        | 13,42        | 566         | 7,86        | 1      |        |
|                | Serge Marolleau    | EÉLV           | 434          | 5,54         |             |             |        |        |
|                | Pierre Marquestaut | DVD            | 414          | 5,29         |             |             |        |        |
|                |                    |                |              |              |             |             |        |        |
| Inscrits       | Inscrits           | Inscrits       | 18 877       | 100,00       |             | 100,00      |        |        |
| Abstentions    | Abstentions        | Abstentions    | 10 881       | 57,64        |             |             |        |        |
| Votants        | Votants            | Votants        | 7 996        | 42,36        |             |             |        |        |
| Blancs et nuls | Blancs et nuls     | Blancs et nuls | 172          | 2,15         |             |             |        |        |
| Exprimés       | Exprimés           | Exprimés       | 7 824        | 40,21        |             |             |        |        |

### Pernes-les-Fontaines
- Maire sortant : Pierre Gabert
- 29 sièges à pourvoir au conseil municipal (population légale 2017 : 9 620 habitants)
- 10 sièges à pourvoir au conseil communautaire (CA Les Sorgues du Comtat)

|                | Didier Carle   | DVD            | 2 845 | 73,76  | 25 |  |  |  |
|                | Robert Igoulen | DVG            | 1 012 | 26,23  | 4  |  |  |  |
|                |                |                |       |        |    |  |  |  |
| Inscrits       | Inscrits       | Inscrits       | 8 867 | 100,00 |    |  |  |  |
| Abstentions    | Abstentions    | Abstentions    | 4 883 | 55,07  |    |  |  |  |
| Votants        | Votants        | Votants        | 3 984 | 44,93  |    |  |  |  |
| Blancs et nuls | Blancs et nuls | Blancs et nuls | 54    | 1,36   |    |  |  |  |
| Exprimés       | Exprimés       | Exprimés       | 3 930 | 43,57  |    |  |  |  |

### Pertuis
- Maire sortant : Roger Pellenc

| Tête de liste  | Tête de liste    | Liste          | Premier tour | Premier tour | Sièges | Sièges |
| Tête de liste  | Tête de liste    | Liste          | Voix         | %            | CM     | CC     |
| -------------- | ---------------- | -------------- | ------------ | ------------ | ------ | ------ |
|                | Roger Pellenc,   | DVD            | 2 707        | 54,62        | 27     |        |
|                | Éric Banon       | DVG            | 1 778        | 35,87        | 6      |        |
|                | Jean-Luc Botella | GJ             | 471          | 9,50         | 2      |        |
|                |                  |                |              |              |        |        |
| Inscrits       | Inscrits         | Inscrits       | 15 267       | 100,00       |        |        |
| Abstentions    | Abstentions      | Abstentions    | 10 168       | 66,60        |        |        |
| Votants        | Votants          | Votants        | 5 099        | 33,40        |        |        |
| Blancs et nuls | Blancs et nuls   | Blancs et nuls | 75           | 1,47         |        |        |
| Exprimés       | Exprimés         | Exprimés       | 5 024        | 31,93        |        |        |

### Piolenc
- Maire sortant : Louis Driey

| Tête de liste  | Tête de liste    | Liste          | Premier tour | Premier tour | Sièges | Sièges |
| Tête de liste  | Tête de liste    | Liste          | Voix         | %            | CM     | CC     |
| -------------- | ---------------- | -------------- | ------------ | ------------ | ------ | ------ |
|                | Louis Driey      | LS             | 1 015        | 55,49        | 23     |        |
|                | Georges Boutinot | DVC            | 596          | 32,58        | 5      |        |
|                | Gaëthan Flores   | DIV            | 218          | 11,91        | 1      |        |
|                |                  |                |              |              |        |        |
| Inscrits       | Inscrits         | Inscrits       | 4 035        | 100,00       |        |        |
| Abstentions    | Abstentions      | Abstentions    | 2 126        | 52,69        |        |        |
| Votants        | Votants          | Votants        | 1 909        | 47,31        |        |        |
| Blancs et nuls | Blancs et nuls   | Blancs et nuls | 40           | 2,10         |        |        |
| Exprimés       | Exprimés         | Exprimés       | 1 869        | 45,21        |        |        |

### Robion
- Maire sortant : Patrick Sintès

|                | Patrick Sintès   | DVD            | 1 111 | 62,94  | 22 |  |  |  |
|                | Christine Nallet | DVG            | 654   | 37,05  | 5  |  |  |  |
|                |                  |                |       |        |    |  |  |  |
| Inscrits       | Inscrits         | Inscrits       | 3 618 | 100,00 |    |  |  |  |
| Abstentions    | Abstentions      | Abstentions    | 1 796 | 49,64  |    |  |  |  |
| Votants        | Votants          | Votants        | 1 822 | 50,36  |    |  |  |  |
| Blancs et nuls | Blancs et nuls   | Blancs et nuls | 25    | 1,37   |    |  |  |  |
| Exprimés       | Exprimés         | Exprimés       | 1 797 | 48,99  |    |  |  |  |

### Saint-Didier
- Maire sortant : Gilles Vève

|                | Gilles Vève           | DIV            | 713   | 76,58  | 17 |  |  |  |
|                | Jean-Sébastien Chanal | DIV            | 218   | 23,41  | 2  |  |  |  |
|                |                       |                |       |        |    |  |  |  |
| Inscrits       | Inscrits              | Inscrits       | 1 715 | 100,00 |    |  |  |  |
| Abstentions    | Abstentions           | Abstentions    | 744   | 43,38  |    |  |  |  |
| Votants        | Votants               | Votants        | 971   | 56,62  |    |  |  |  |
| Blancs et nuls | Blancs et nuls        | Blancs et nuls | 23    | 2,37   |    |  |  |  |
| Exprimés       | Exprimés              | Exprimés       | 948   | 54,25  |    |  |  |  |

### Saint-Saturnin-lès-Apt
- Maire sortant : Christian Bellot

|                | Christian Bellot | DVG            | 897   | 82,82  | 20 |  |  |  |
|                | Jacques Sube     | DIV            | 186   | 17,17  | 3  |  |  |  |
|                |                  |                |       |        |    |  |  |  |
| Inscrits       | Inscrits         | Inscrits       | 2 277 | 100,00 |    |  |  |  |
| Abstentions    | Abstentions      | Abstentions    | 1 133 | 49,76  |    |  |  |  |
| Votants        | Votants          | Votants        | 1 144 | 50,24  |    |  |  |  |
| Blancs et nuls | Blancs et nuls   | Blancs et nuls | 19    | 1,66   |    |  |  |  |
| Exprimés       | Exprimés         | Exprimés       | 1 125 | 48,58  |    |  |  |  |

### Saint-Saturnin-lès-Avignon
- Maire sortant : Jean Favier

| Tête de liste  | Tête de liste        | Liste          | Premier tour | Premier tour | Sièges | Sièges |
| Tête de liste  | Tête de liste        | Liste          | Voix         | %            | CM     | CC     |
| -------------- | -------------------- | -------------- | ------------ | ------------ | ------ | ------ |
|                | Serge Malen          | DIV            | 989          | 52,02        | 20     |        |
|                | Rémi Couston         | DIV            | 634          | 33,35        | 4      |        |
|                | Jean Pierre Duclercq | DVD            | 278          | 14,62        | 3      |        |
|                |                      |                |              |              |        |        |
| Inscrits       | Inscrits             | Inscrits       | 4 015        | 100,00       |        |        |
| Abstentions    | Abstentions          | Abstentions    | 2 053        | 51,13        |        |        |
| Votants        | Votants              | Votants        | 1 962        | 48,87        |        |        |
| Blancs et nuls | Blancs et nuls       | Blancs et nuls | 25           | 1,27         |        |        |
| Exprimés       | Exprimés             | Exprimés       | 1 937        | 47,60        |        |        |

### Sainte-Cécile-les-Vignes
- Maire sortant : Max Ivan

| Tête de liste  | Tête de liste    | Liste          | Premier tour | Premier tour | Sièges | Sièges |
| Tête de liste  | Tête de liste    | Liste          | Voix         | %            | CM     | CC     |
| -------------- | ---------------- | -------------- | ------------ | ------------ | ------ | ------ |
|                | Vincent Faure    | DIV            | 740          | 63,73        | 19     |        |
|                | Pierre Bressieux | DIV            | 221          | 19,03        | 2      |        |
|                | Dominique Gilles | DIV            | 200          | 17,22        | 2      |        |
|                |                  |                |              |              |        |        |
| Inscrits       | Inscrits         | Inscrits       | 1 844        | 100,00       |        |        |
| Abstentions    | Abstentions      | Abstentions    | 652          | 35,36        |        |        |
| Votants        | Votants          | Votants        | 1 192        | 64,64        |        |        |
| Blancs et nuls | Blancs et nuls   | Blancs et nuls | 12           | 1,01         |        |        |
| Exprimés       | Exprimés         | Exprimés       | 1 180        | 63,63        |        |        |

### Sarrians
- Maire sortant : Anne-Marie Bardet

|                | Anne-Marie Bardet   | LR             | 1 073 | 50,73  | 22 |  |  |  |
|                | Alexandre Kormanyos | DIV            | 1 042 | 49,26  | 7  |  |  |  |
|                |                     |                |       |        |    |  |  |  |
| Inscrits       | Inscrits            | Inscrits       | 4 457 | 100,00 |    |  |  |  |
| Abstentions    | Abstentions         | Abstentions    | 2 264 | 50,80  |    |  |  |  |
| Votants        | Votants             | Votants        | 2 193 | 49,20  |    |  |  |  |
| Blancs et nuls | Blancs et nuls      | Blancs et nuls | 44    | 2,01   |    |  |  |  |
| Exprimés       | Exprimés            | Exprimés       | 2 149 | 48,19  |    |  |  |  |

### Sérignan-du-Comtat
- Maire sortant : Julien Merle

|                | Julien Merle,  | DVD            | 663   | 100,00 | 23 |  |  |  |
|                |                |                |       |        |    |  |  |  |
| Inscrits       | Inscrits       | Inscrits       | 2 153 | 100,00 |    |  |  |  |
| Abstentions    | Abstentions    | Abstentions    | 1 338 | 62,15  |    |  |  |  |
| Votants        | Votants        | Votants        | 815   | 37,85  |    |  |  |  |
| Blancs et nuls | Blancs et nuls | Blancs et nuls | 46    | 5,64   |    |  |  |  |
| Exprimés       | Exprimés       | Exprimés       | 769   | 32,19  |    |  |  |  |

### Sorgues
- Maire sortant : Thierry Lagneau

| Tête de liste  | Tête de liste   | Liste          | Premier tour | Premier tour | Sièges | Sièges |
| Tête de liste  | Tête de liste   | Liste          | Voix         | %            | CM     | CC     |
| -------------- | --------------- | -------------- | ------------ | ------------ | ------ | ------ |
|                | Thierry Lagneau | DVD            | 4 115        | 75,56        | 30     | 15     |
|                | David Bellucci  | DIV            | 847          | 15,55        | 2      | 1      |
|                | Gérard Enderlin | RN             | 484          | 8,88         | 1      | 0      |
|                |                 |                |              |              |        |        |
| Inscrits       | Inscrits        | Inscrits       | 12 878       | 100,00       |        |        |
| Abstentions    | Abstentions     | Abstentions    | 7 275        | 56,49        |        |        |
| Votants        | Votants         | Votants        | 5 603        | 43,51        |        |        |
| Blancs et nuls | Blancs et nuls  | Blancs et nuls | 157          | 2,81         |        |        |
| Exprimés       | Exprimés        | Exprimés       | 5 446        | 97,20        |        |        |

### Vaison-la-Romaine
- Maire sortant : Jean-François Perilhou

|                | Jean-François Perilhou | DVD            | 1 983 | 61,83  | 24 | 11 |  |  |
|                | Sophie Rigaut          | DVG            | 1 224 | 38,16  | 5  | 3  |  |  |
|                |                        |                |       |        |    |    |  |  |
| Inscrits       | Inscrits               | Inscrits       | 5 107 | 100,00 |    |    |  |  |
| Abstentions    | Abstentions            | Abstentions    | 1 831 | 35,85  |    |    |  |  |
| Votants        | Votants                | Votants        | 3 276 | 64,15  |    |    |  |  |
| Blancs et nuls | Blancs et nuls         | Blancs et nuls | 68    | 2,08   |    |    |  |  |
| Exprimés       | Exprimés               | Exprimés       | 3 208 | 97,92  |    |    |  |  |

### Valréas
- Maire sortant : Patrick Adrien

| Tête de liste  | Tête de liste     | Liste          | Premier tour | Premier tour | Sièges | Sièges |
| Tête de liste  | Tête de liste     | Liste          | Voix         | %            | CM     | CC     |
| -------------- | ----------------- | -------------- | ------------ | ------------ | ------ | ------ |
|                | Patrick Adrien    | DVD            | 2 074        | 76,95        | 26     | 17     |
|                | Jacques Pertek    | EXD            | 367          | 13,61        | 2      | 1      |
|                | Myriam Henri Gros | DVC            | 254          | 9,42         | 1      | 0      |
|                |                   |                |              |              |        |        |
| Inscrits       | Inscrits          | Inscrits       | 6 331        | 100,00       |        |        |
| Abstentions    | Abstentions       | Abstentions    | 3 520        | 55,60        |        |        |
| Votants        | Votants           | Votants        | 2 811        | 44,40        |        |        |
| Blancs et nuls | Blancs et nuls    | Blancs et nuls | 116          | 4,13         |        |        |
| Exprimés       | Exprimés          | Exprimés       | 2 695        | 95,87        |        |        |

### Vedène
- Maire sortant : Joël Guin

| Tête de liste  | Tête de liste   | Liste          | Premier tour | Premier tour | Sièges | Sièges |
| Tête de liste  | Tête de liste   | Liste          | Voix         | %            | CM     | CC     |
| -------------- | --------------- | -------------- | ------------ | ------------ | ------ | ------ |
|                | Joël Guin*      | DVD            | 2 083        | 63,06        | 28     | 4      |
|                | Romain Cottarel | RN             | 743          | 22,49        | 3      | 0      |
|                | Fabienne Véra   | DVG            | 477          | 14,44        | 2      | 0      |
|                |                 |                |              |              |        |        |
| Inscrits       | Inscrits        | Inscrits       | 8 386        | 100,00       |        |        |
| Abstentions    | Abstentions     | Abstentions    | 4 988        | 59,48        |        |        |
| Votants        | Votants         | Votants        | 3 398        | 40,52        |        |        |
| Blancs et nuls | Blancs et nuls  | Blancs et nuls | 95           | 2,79         |        |        |
| Exprimés       | Exprimés        | Exprimés       | 3 303        | 97,20        |        |        |

### Velleron
- Maire sortant : Michel Ponce

| Tête de liste  | Tête de liste     | Liste          | Premier tour | Premier tour | Sièges | Sièges |
| Tête de liste  | Tête de liste     | Liste          | Voix         | %            | CM     | CC     |
| -------------- | ----------------- | -------------- | ------------ | ------------ | ------ | ------ |
|                | Philippe Armengol | DIV            | 937          | 56,44        | 18     |        |
|                | Yannick Vitalbo   | DIV            | 342          | 20,60        | 2      |        |
|                | Michel Ponce      | DVD            | 263          | 15,84        | 2      |        |
|                | Danielle Brun     | RN             | 118          | 7,10         | 1      |        |
|                |                   |                |              |              |        |        |
| Inscrits       | Inscrits          | Inscrits       | 2 746        | 100,00       |        |        |
| Abstentions    | Abstentions       | Abstentions    | 1 062        | 38,67        |        |        |
| Votants        | Votants           | Votants        | 1 684        | 61,33        |        |        |
| Blancs et nuls | Blancs et nuls    | Blancs et nuls | 5            | 0,30         |        |        |
| Exprimés       | Exprimés          | Exprimés       | 1 679        | 61,03        |        |        |

### Villelaure
- Maire sortant : Jean-Louis Robert

|                | Jean-Louis Robert | DVD            | 781   | 56,71  | 18 |  |  |  |
|                | Michel Simos      | DIV            | 596   | 43,28  | 5  |  |  |  |
|                |                   |                |       |        |    |  |  |  |
| Inscrits       | Inscrits          | Inscrits       | 2 675 | 100,00 |    |  |  |  |
| Abstentions    | Abstentions       | Abstentions    | 1 253 | 46,84  |    |  |  |  |
| Votants        | Votants           | Votants        | 1 422 | 53,16  |    |  |  |  |
| Blancs et nuls | Blancs et nuls    | Blancs et nuls | 27    | 1,90   |    |  |  |  |
| Exprimés       | Exprimés          | Exprimés       | 1 395 | 51,26  |    |  |  |  |